# كربنبة إي
كربنبة إي (بالفارسية: کرپنبه‌ای) هي قرية تقع في منطقة رونيز في إيران. يقدر عدد سكانها بـ 0 نسمة بحسب إحصاء 2016.